# Jour J moins dix
Jour J moins dix (Zero Minus Ten), publié en 1997, est le premier roman de Raymond Benson. Il reprend le personnage créé par Ian Fleming : James Bond. Raymond Benson prend la suite de John Gardner qui est parti en 1996. L'histoire se déroule à Hong Kong, en Chine, en Jamaïque, en Angleterre, et dans certaines parties de l'Australie-Occidentale.
Dans dix jours, Hong Kong reviendra aux mains des Chinois et James Bond est en route pour y enquêter sur l'origine de plusieurs attentats et le monde secret des Triades. Dans le désert d'Australie, une bombe nucléaire éclate. En Angleterre, deux officiers de police sont abattus pendant qu'ils examinent un chargement sur le quai de Portsmouth. Et à Hong Kong, une explosion met en miettes l'un des plus célèbres restaurants flottants de la colonie, tuant le conseil d'administration d'EurAsia Enterprises, une société d'armement et de négoce britannique. 007, en voulant découvrir les causes de ces évènements fortuits et non liés entre eux, va se trouver face à une vérité enterrée plus profondément.

## Synopsis
James Bond vient passer du temps dans sa propriété en Jamaïque lorsqu'il y rencontre l'agent simple-zéro 05 (Stephanie Lane) qui essaye de le tuer avec 03 (M.. Michaels), mais il s'agit en réalité d'un exercice que Bond réussit. Il est ensuite rappelé par la nouvelle M au SIS Building.
Dans le monde, trois événements se sont récemment produits : En Angleterre, des agents de la TFU (Firearms Support Teams) ont intercepté une livraison d'héroïne dans un port. À Hong Kong, un bateau restaurant a explosé par une bombe, alors que celui-ci accueillait tout le conseil d'administration d'EurAsia Enterprises, une société d'armement et de négoce dirigée par un certain Guy Thackeray. En Australie, une bombe nucléaire artisanale a explosé dans une zone désertique.
Dans le bureau de M, James Bond est informé de deux autres événements s'étant produits à Hong Kong : la mort d'un associé d'un cabinet d'avocat anglais, et celle de deux officiels de Beijing. M pense que la plupart des événements sont liés : le bateau transportant l'héroïne était au nom d'EurAsia et les hommes qui déchargeaient la drogue était des membres de la Triade de la Société de l'Aile du Dragon, une ramification de la Sun Yee On. Les deux officiels ont été tués aux locaux d'EurAsia et l'avocat était celui de Guy Thackeray. M demande à son agent d'enquêter sur Guy Thackeray et ses liens avec les Triades et, si possible, de trouver le responsable de ces actes terroristes. Hong Kong, colonie anglaise, doit être rétrocédé à la Chine dans 10 jours (1er juillet 1997) ; et M souhaiterait que les tensions entre l'Angleterre et la Chine dues à ces derniers événements ne s'aggravent pas.
Bond se rend à Hong Kong où il rencontre son contact de la Station H : T.Y. Woo avec lequel il se rend à un Casino de Macao pour affronter Thackeray lors d'une partie de Mah-jong. 007 se rend compte que Thackeray triche et décide de faire de même. Peu de temps après que Bond ait gagné, des hommes entrent dans le casino et massacrent les personnes se trouvant dans le salon privé où se déroulait la partie de Mah-jong. Ils ratent Thackeray, Bond et Woo.
James Bond se rend à un club dans l'espoir d'y rencontrer Li Xu Nan, l'homme à la tête de la Triade de l'Aile du Dragon. 007 va à sa rencontre, mais ce dernier n'apprécie pas lorsque Bond insinue qu'il fait partie de la triade. Il le laisse cependant partir. En sortant, Sunni Pei, l'hôtesse avec qui Bond était avant que Li Xu Nan arrive, lui demande son aide : Li veut la tuer car il pense que c'est elle qui a révélé à Bond ses liens avec la Triade. 007 parvient à sauver Sunni des hommes de Li et l'emmène chez Woo.
Bond se rend à une conférence de presse que donne Thackeray. Au cours de celle-ci, ce dernier annonce qu'il va vendre ses parts d'EurAsia à la république populaire de Chine. Peu de temps après la fin de la conférence, il est assassiné par un homme que 007 prend en chasse à travers le HSBC Main Building, mais l'homme préfère se donner la mort plutôt que d'être pris. En rentrant à la boutique de Woo, Bond découvre que celle-ci a été saccagée et que ses occupants ont disparu. Bill Tanner lui apprend que Woo et son fils sont en sécurité.
James Bond décide d'aller inspecter les entrepôts d'EurAsia au port. Il y découvre les hommes de Li Xu Nan, Li lui-même, de l'argent et de l'héroïne. 007 prend Li Xu Nan en filature. Celui-ci se rend à une cérémonie d'initiation Triade. À la fin de la cérémonie, Bond est découvert et on l'amène à Li. Celui-ci lui explique qu'il n'a pas fait tuer Thackeray. Les ancêtres de Guy Thackeray et de Li Xu Nan faisaient du trafic de drogue ensemble, tout comme leurs descendants. EurAsia Enterprises a été fondé avec de l'argent de la famille de Li Xu Nan, en échange d'une provision stipulant que si Hong Kong était un jour rendu à la Chine, la famille de Li Xu Nan deviendrait propriétaire des biens de la famille Thackeray. Cependant le contrat a été perdu lorsque la famille de Li a fui la Chine et fut récupéré par les communistes. C'est le général Wong Tsu Kam de l'armée de la république populaire de Chine qui le détient actuellement. Li Xu Nan souhaite que James Bond se rende à Guangzhou, en Chine, afin rencontrer le général Wong en se faisant passer pour un avocat d'EurAsia, afin de voler le contrat et de lui rapporter ; en échange de quoi il laissera la vie sauve à Bond et à Sunni Pei (qui est actuellement détenue par les Triades).
Bond arrive à Guangzhou et rencontre le général Wong ; il est cependant vite établi qu'il n'est pas l'avocat qui devait arriver, et il est interrogé et torturé par Wong à coup de canne. Dans les cellules, Bond tombe sur le corps sans vie de T.Y. Woo avant de s'échapper. Il parvient à tuer Wong et à récupérer le document.
007 remet le contrat à Li, qui tient sa promesse. Bond se rend ensuite en Australie avec Sunni pour enquêter sur une mine d'or d'EurAsia Enterprises dont il a découvert l'existence à l'entrepôt portuaire de l'entreprise. À l'intérieur de celle-ci, 007 découvre l'on y extrait de l'uranium pour fabriquer des bombes nucléaires ; mais avant d'avoir pu sortir pour en informer M, il est découvert par Guy Thackeray et ses hommes. Ce dernier lui-explique qu'il a simulé sa mort, qu'il est l'auteur des attentats et que la bombe ayant explosé en Australie était un test. Thackeray souhaite faire exploser Hong Kong juste après la rétrocession, entre autres raisons car il considère que cette dernière n'a pas lieu d'être, qu'il n'aime ni les Chinois ni les Anglais, et qu'il ne veut pas que quelqu'un d'autre ait EurAsia.
Bond est amené en avion avec l'un des hommes de mains pour être tuer, tandis que Sunni est amenée ailleurs par Thackeray. Pendant le vol, Bond parvient à faire crasher l'avion et se retrouve seul et à pied en plein désert australien. Il réussit à atteindre le parc national d'Uluṟu-Kata Tjuṯa avant de prendre un avion pour Hong Kong.
Aidé par Li Xu Nan et un Captain de la Royal Navy, Bond parvient à trouver un bateau cargo ayant un lien avec EurAsia et l'accoste. S'ensuit à bord une bataille en les hommes de la Triade et de ceux de Thackeray (puis ceux de la royal Navy), au cours de laquelle Li est abattu par Thackeray. Bond parvient à tuer Thackeray qui essayait de fuir en le noyant et rejoint un sampan sur lequel se trouvent Sunni et la bombe. Après avoir libéré la fille et désamorcé la bombe, Bond est amené sur le HMS Peacock avec Sunni, où il assiste au feu d'artifice marquant la rétrocession de Hong Kong.

## Personnages principaux
- James Bond - Agent des services secrets britanniques, 007 est envoyé pour enquêter sur de nombreux attentats terroristes à Hong Kong alors que la colonie revient aux mains des chinois.

- M - La successeur de Sir Miles Messervy est à la tête du services secrets britannique. Elle envoie Bond enquêter sur un certain nombre d'attentats terroristes à Hong Kong qui pourraient perturber la rétrocession de Hong Kong à la Chine et provoquer l'éclatement d'une guerre à grande échelle.

- Guy Thackeray - Riche PDG de EurAsia Entreprises, une société d'armement et de négoce. Il sera dépouillé de celle-ci au moment de la rétrocession, le 1er juillet 1997. En guise de représailles Thackeray se sert de son entreprise pour construire, tester, et tenter de faire exploser une bombe nucléaire à Hong Kong.

- Général Wong Tsu Kam - Un général de l'armée de la république populaire de Chine. Bien qu'il soit un membre du Parti communiste, il est un dirigeant corrompu et cupide qui tente de s'approprier EurAsia Entreprises non seulement pour la Chine, mais aussi pour lui-même.

- Li Xu Nan - La tête de la Triade de l'aile du Dragon. Il est le descendant de Li Wei Tam et par la loi il doit légitiment hériter d'EurAsia Entreprises le premier juillet 1997.

- Sunni Pei - Une "Lanterne bleue" de l'aile du Dragon, elle trahit apparemment Li Xu Nan en donnant son identité dans un night club, à Bond. Par la suite, Bond se sent obligé de la protéger. Après que Li l'ait capturée, il la relâche grâce aux actions de Bond.

- T.Y. Woo - Il travaille pour les Services secrets britanniques à Hong Kong et rencontre James Bond à son arrivée. Il va, plus tard, avec lui dans un casino à Macao pour jouer au Mah-jong afin que Bond puisse rencontrer et faire connaissance avec Guy Thackeray.